# Цимаррон-Гіллс (Колорадо)
Цимаррон-Гіллс (англ. Cimarron Hills) — переписна місцевість (CDP) в США, в окрузі Ель-Пасо штату Колорадо. Населення — 19 311 особа (2020).

## Географія
Цимаррон-Гіллс розташований за координатами 38°51′33″ пн. ш. 104°41′58″ зх. д. / 38.85917° пн. ш. 104.69944° зх. д. (38.859119, -104.699571).  За даними Бюро перепису населення США в 2010 році переписна місцевість мала площу 15,71 км², з яких 15,71 км² — суходіл та 0,01 км² — водойми.

## Демографія
Згідно з переписом 2010 року, у переписній місцевості мешкала 16 161 особа в 5945 домогосподарствах у складі 4246 родин. Густота населення становила 1028 осіб/км².  Було 6309 помешкань (401/км²).
Расовий склад населення:
| - 75,8 % — білих - 7,1 % — чорних або афроамериканців - 2,5 % — азіатів - 1,0 % — корінних американців - 0,4 % — вихідців з тихоокеанських островів - 6,2 % — осіб інших рас |

До двох чи більше рас належало 6,9 %. Частка іспаномовних становила 18,1 % від усіх жителів.
За віковим діапазоном населення розподілялося таким чином: 28,8 % — особи молодші 18 років, 64,0 % — особи у віці 18—64 років, 7,2 % — особи у віці 65 років та старші. Медіана віку мешканця становила 30,8 року. На 100 осіб жіночої статі у переписній місцевості припадало 97,7 чоловіків;  на 100 жінок у віці від 18 років та старших — 94,8 чоловіків також старших 18 років.
Середній дохід на одне домашнє господарство  становив 66 832 долари США (медіана — 52 856), а середній дохід на одну сім'ю — 71 782 долари (медіана — 58 266). Медіана доходів становила 40 313 долари для чоловіків та 32 418 доларів для жінок. За межею бідності перебувало 7,5 % осіб, у тому числі 7,2 % дітей у віці до 18 років та 7,2 % осіб у віці 65 років та старших.
Цивільне працевлаштоване населення становило 7704 особи. Основні галузі зайнятості: освіта, охорона здоров'я та соціальна допомога — 19,2 %, роздрібна торгівля — 15,9 %, науковці, спеціалісти, менеджери — 13,2 %.